# Систем 3 (футбольний клуб)
Футбольний клуб «Систем 3» (англ. System 3 Football Club) — професійний сенвінсентський футбольний клуб із міста Кінгстаун. Клуб був заснований у 1997 році, та проводить домашні матчі на стадіоні «Вікторія Парк» місткістю 5420 місць. Клуб грає в Прем'єр-лізі Сент-Вінсент і Гренадин, найвищому футбольному дивізіоні країни, та в 2016 році став чемпіоном країни.

## Титули і досягнення
- Чемпіон Сент-Вінсент і Гренадин (1): 2016